# Randers-Hadsten Provsti
Randers-Hadsten Provsti var indtil 2007 et provsti i Århus Stift. Provstiet lå i Hadsten Kommune og Randers Kommune, og sognene indgår nu i Favrskov Provsti, Randers Søndre Provsti og Randers Nordre Provsti.
Randers-Hadsten Provsti bestod af flg. sogne:
- Borup Sogn
- Dronningborg Sogn
- Enghøj Sogn
- Gimming Sogn
- Hadbjerg Sogn
- Hadsten Sogn
- Haslund Sogn
- Hornbæk Sogn
- Kristrup Sogn
- Lem Sogn
- Lerbjerg Sogn
- Lyngå Sogn
- Nørre Galten Sogn
- Over og Neder Hadsten Sogn
- Rud Sogn
- Råsted Sogn
- Sankt Andreas Sogn
- Sankt Clemens Sogn
- Sankt Mortens Sogn
- Sankt Peders Sogn
- Tånum Sogn
- Vissing Sogn
- Voldum Sogn
- Vorup Sogn
- Ødum Sogn
- Ølst Sogn

|  | Infoboks uden skabelon Denne artikel har en infoboks dannet af en tabel eller tilsvarende. |